# Сражение при Кайпиасе
Сражение при Кайпиасе (швед. Slaget vid Kaipiais) — одно из сражений во время русско-шведской войны 1788—1790 гг. в летнюю кампанию 1789 года.
В начале июля 1789 года шведские войска, сосредоточившись вдоль среднего течения реки Кюмень, начали наступление против русских. Сам король Густав III наступал вдоль южного побережья Финляндии на Фридрихсгам для осады этой крепости. Одновременно он приказал левой колонне под командованием Ларса Фредрика фон Каульбарса наступать через Коуволу к Вильманстранду. К этому пункту, на соединение с Каульбарсом, также было приказано двигаться Стедингку из Иокаса. Русские аванпосты отступили из Коувола и Виала к Кайпиасу (совр. Кайпиайнен), где генерал Ф. П. Денисов занял оборонительную позицию, укрепив её ретраншементом и вырубив впереди лес.
8 июля Каульбарс с примерно 1500 людьми выдвинулся в Мякикуволу, куда он прибыл 13-го числа и где получил новый приказ от короля вытеснить врага из Кайпиаса. Для соединения с ним из Лиикалы должен был двигаться подполковник Фризендорф с 1500 человек. 

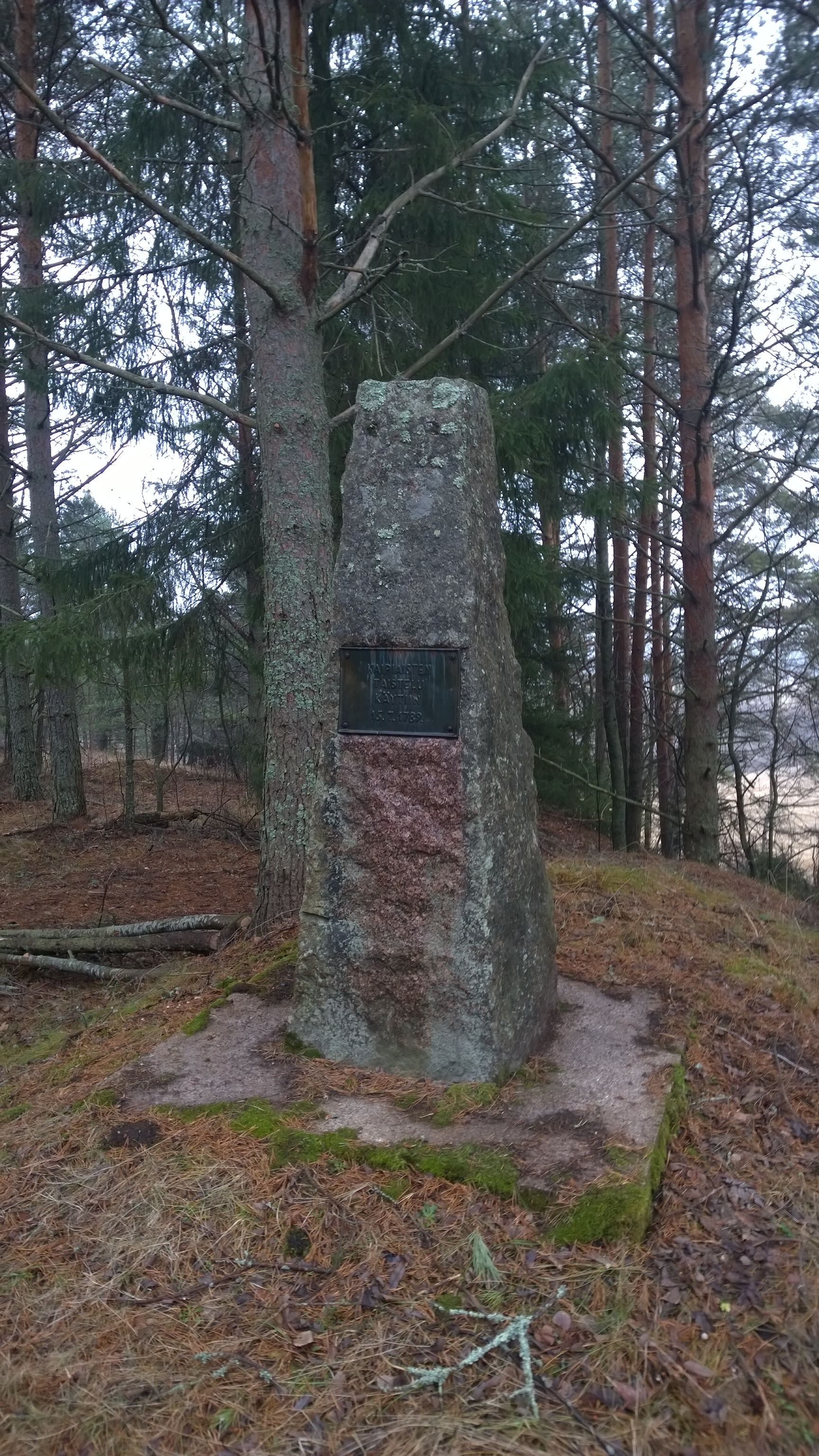
Памятник на месте сражения

14 июля Каульбарс выступил с примерно 2000 человек (5 батальонов, один эскадрон) из Мякикуволы, а Фризендорф из Лиикалы. Утром 15 июля Каульбарс, получив в подкрепление четыре орудия, продолжил марш на Кайпиас. Дорога здесь проходила по широкому хребту, который с обеих сторон был окружен непроходимыми болотами.
Надеясь на скорое прибытие Фризендорфа, который должен был атаковать с фланга, Каульбарс решил, несмотря на сильную позицию противника, укреплённую ретраншементом, начать атаку. Артиллерия расположилась вдоль дороги. Слева, для обхода правого фланга русских, был выделен один полк. Справа двинулись два батальона.
Сильный огонь противника, в частности из двенадцатифунтовых орудий, привел, однако, к тому, что Каульбарс не только не смог продвинуть свои войска, но и сам столкнулся с несколькими контратаками русских. Однако он весь день продолжал перестрелку, ожидая Фризендорфа. Но когда тот не прибыл из-за плохих дорог, вечером началось отступление. Русские преследовали шведов, прикрывавшихся арьергардом из двух полков, до наступления темноты. Шведы потеряли 265 человек, русские — 21 убитыми и 80 ранеными.
17 июля Каульбарс получил информацию, что Михельсон вернулся из Саволакса и приближается к нему с превосходящими силами, поэтому 18-го числа он переправился через реку Кюмень в Вереле (совр. Вяряля) и сломал за собой мост, когда противник подошёл к противоположному берегу.
Узнав о поражении Каульбарса, шведский король, стоявший со своим отрядом возле Лиикалы и опасавшийся быть отрезанным, приказал отступать к Вереле. Таким образом, его наступление на Фридрихсгам провалилось.  